# دلتا (اجتماع)، ویسکانسین
دلتا (به انگلیسی: Delta) یک منطقهٔ مسکونی در ایالات متحده آمریکا است که در شهرستان بیفیلد، ویسکانسین واقع شده‌است. دلتا ۳۰۹٫۰۷ متر بالاتر از سطح دریا واقع شده‌است.